# Jean-Sélim Kanaan
A trentatré anni aveva già dedicato metà della sua giovane vita alla battaglia per la giustizia e la libertà.
E lo aveva fatto dove conta davvero: sul campo, al fianco degli oppressi e dei diseredati della terra.»
(Kofi Annan, Ginevra, 27 febbraio 2004)
Jean-Sélim Kanaan (Roma, 28 luglio 1970 – Baghdad, 19 agosto 2003) è stato un diplomatico delle Nazioni Unite di tripla nazionalità (italiana, francese, egiziana), collaboratore dell'Alto commissariato ONU per i diritti umani, nonché un volontario di organizzazioni non governative nei Paesi in guerra, fra cui la Somalia e la Bosnia ed Erzegovina.
È morto nell'attentato del 19 agosto 2003 contro la sede ONU di Bagdad, costato la vita anche al delegato ONU Sérgio Vieira de Mello e ad altre venti persone. Aveva trentatré anni.
Il 27 febbraio 2004 è stato insignito del titolo postumo alla Legion d'Onore, la massima onorificenza francese.

## Biografia
Jean-Sélim nacque a Roma nell'anno 1970 da un diplomatico egiziano dell'ONU, Yehia Sélim Kanaan (Il Cairo, 23 gennaio 1924 - Xiamen, Cina, 12 novembre 1985) e una impiegata francese del Programma delle Nazioni Unite per lo Sviluppo, di nome Claire. I suoi genitori si erano conosciuti ad Algeri nel 1969, dove erano convolati a nozze, per poi trasferirsi subito dopo a Roma, a seguito di un incarico lavorativo presso la FAO assegnato al diplomatico.
Jean-Sélim trascorse l'infanzia nella Città Eterna e conservò sempre un caldo ricordo di quel periodo. Per strada, con gli altri ragazzini, parlava in romanesco, mentre in casa la lingua utilizzata era il francese. Bilingue fin dai primordi, Jean-Sélim sarebbe giunto successivamente a parlare correntemente anche l'inglese, il serbocroato, lo spagnolo e, meno fluentemente, il cinese e l'arabo.
All'età di tredici anni, nel 1983, la famiglia si trasferì in Cina a causa del cambiamento dell'incarico diplomatico del padre. Per Jean-Sélim e la sorellina Maia (minore di ventidue mesi) lasciare la scuola e gli amici d'infanzia fu un duro colpo. A Pechino, oltretutto, la vita era di tenore opposto rispetto a quella di Roma: l'istituto francese di cultura per i figli di diplomatici costituiva una realtà isolata dal contesto cittadino e i giovani allievi non avevano modo di entrare in contatto con la popolazione locale. Così, nel giugno 1984, Jean-Sélim si recò a Parigi; quindi, nel 1985, si riunì a Roma con la famiglia, mentre fu deciso che il padre avrebbe continuato a svolgere il suo incarico in Cina. Tuttavia, nel novembre dello stesso anno, Yehia Sélim Kanaan morì in circostanze mai chiarite (alcuni componenti della parte egiziana della famiglia sospettarono anche un assassinio da parte del Mossad israeliano ma non ne ebbero mai le prove).
La morte del padre fu un colpo durissimo per Jean-Sélim, che sentì di essere uscito improvvisamente dall'infanzia. Completò gli studi a Roma e a Parigi, quindi decise di aggregarsi alla missione umanitaria dell'ACF - un'organizzazione non governativa - in Somalia.

### Mogadiscio, 1992
Dopo la caduta del regime di Siad Barre, nel 1991, la Somalia era una nazione allo sbando, flagellata dalla guerra civile e dalla carestia. Nell'autunno del 1992, il periodo in cui Jean-Sélim arrivò nel paese, Mogadiscio era tagliata in due dalla Linea Verde, la frontiera di separazione fra la zona nord, dominata da Alì Mahdi, e la zona sud, controllata dal clan degli Habr Gedirs, agli ordini del generale Aidid. In questo contesto, le organizzazioni non governative erano costrette a servirsi del supporto di mercenari, bene armati ma poco affidabili; oltretutto il giovane volontario, in quanto responsabile amministrativo della missione, aveva anche incombenza di cassa (portava con sé quasi trentamila dollari per il rifinanziamento della missione).
Dopo meno di una settimana dall'arrivo di Jean-Sélim in Somalia, il convoglio formato dai membri della missione e dalle guardie armate cadde vittima di un'imboscata. Le guardie dei veicoli di scorta si misero in salvo, mentre alcuni volontari si rifugiarono in una buca a lato della strada:
Terminata la sparatoria, i ribelli che avevano assaltato il convoglio non tardarono a scoprire i civili, e li sequestrarono per alcune ore. Questo episodio rappresentò un'esperienza terribilmente scioccante per il giovane, che si appesantì ulteriormente quando l'organizzazione lo sollevò dall'incarico per "inabilità al servizio".
Nel dicembre 1992 i marines statunitensi effettuarono il celebre sbarco notturno sulla spiaggia di Mogadiscio, ripresi dalla CNN e seguiti da un battage mediatico di livello mondiale. Tuttavia, al di là della propaganda, la presenza degli Americani fu accolta con sollievo da chi lavorava nel paese; e, in effetti, dopo fu più semplice anche per le ONG muoversi sul campo e organizzare gli aiuti:
Nel febbraio 1993 Jean-Sélim Kanaan tornò a Parigi, perché giudicato troppo emotivo dalla direzione parigina dell'ACF: non aveva fatto mistero di avere avuto uno choc emozionale nel contesto del rapimento subito a Mogadiscio.

### Bosnia Erzegovina, 1993
Il 12 maggio 1993 Jean-Sélim ripartì da Parigi, con destinazione finale Zenica, nel cuore della Bosnia-Erzegovina, affiliato all'organizzazione non governativa Médecins du Monde (MDM).
Nel 1993 la Bosnia ed Erzegovina si trovava nel pieno della guerra. Questa regione, inizialmente estranea ai conflitti che perduravano nel territorio già dall'inizio degli anni novanta, aveva tentato di tenersi fuori dall'espansione serba proclamando la sovranità nazionale nel 1991, sancita poi, nel 1992, sia da un referendum popolare sia dal riconoscimento delle Nazioni Unite. Tuttavia, nell'aprile '92, subito dopo il referendum, l'esercito iniziò un dispiegamento nella regione, occupando gangli strategici, e le etnie contrapposte si organizzarono in gruppi militari e paramilitari. Il terreno era ormai pronto per un coinvolgimento a pieno titolo nel combattimento.
L'evento scatenante fu la dichiarazione, da parte dei serbi, della Republika Srpska, la autoproclamata Repubblica serba di Bosnia. I croati e i musulmani bosniaci, che pure avrebbero potuto essere solidali contro l'espansione serba, entrarono a loro volta in conflitto. Il risultato fu una lotta senza quartiere fra etnie rivali.
Gli operatori umanitari erano presi in mezzo fra le fazioni in contrasto. Zenica veniva bombardata quasi tutti i giorni dai miliziani serbi. Gli appartenenti ad una delle parti tentavano di contrastare ogni aiuto, anche umanitario, che veniva tributato ai loro nemici; era difficile persino entrare in ospedale per portare i materiali medicali. Ad esempio, in un episodio del genere accaduto a Bugojino il 21 luglio, l'artiglieria croata scoprì la posizione degli operatori di MDM e iniziò a bombardare la popolazione civile.
Restando con base a Zenica, il contingente di MDM, di cui Jean-Sélim era l'amministratore di missione, si spostò, nell'estate 1993, a Sarajevo per rifornire gli ospedali assediati. Qui la situazione era ancora più disperata e resa ossessiva dall'incubo dei cecchini. Jean-Sélim scriverà:
Durante l'estate 1993 Jean-Sélim beneficiò anche di una breve vacanza in Francia, nel corso della quale inviò una serie di domande di ammissione alle più note università statunitensi.
Alla fine dell'agosto 1993, tornato in Bosnia, decise di spostare a Spalato la missione di MDM: Zenica, infatti, era ormai divenuta troppo pericolosa.
Dopo altri tre mesi, il suo contratto con MDM terminò, ed il volontario fece rientro a Parigi, con una sindrome da stress post-traumatico che non riuscì a superare per lungo tempo.

### Harvard, 1994-1996
Dopo aver fatto ritorno a Parigi, nel novembre 1993, Jean-Sélim sperimentò un periodo di disagio sociale e personale. Tutta l'angoscia accumulata durante l'ultima missione, svolta nel pieno del conflitto bosniaco, lo tormentava e gli rendeva difficile la comunicazione con conoscenti e familiari. Era facilmente irritabile e il fatto stesso che qualcuno gli chiedesse una spiegazione sugli eventi dell'ex-Jugoslavia lo mandava su tutte le furie:
In questo periodo preparò una serie di essays, richiesti come prova di ammissione da parte delle università americane a cui aveva inviato domanda nel suo precedente soggiorno. Dopodiché, non riuscendo a trovare pace, decise di partire nuovamente: destinazione il corno d'Africa, per una missione facile sulla carta, ma che, a causa delle sue condizioni precarie, si rivelò fallimentare, almeno per la parte attinente al lavoro di sua competenza.
Al suo ritorno, dovette operare la scelta fra l'Università Yale e la Harvard, giacché era stato ammesso ad entrambe. Scelse Harvard e nei due anni successivi frequentò il prestigioso campus statunitense, laureandosi con un master in gestione e amministrazione pubblica nel 1996.

### Bosnia Erzegovina, 1996-1999
Uscito da Harvard, Jean-Sélim fu assunto alle Nazioni Unite come secondo nella missione ONU nel nord-ovest della Bosnia. Questo incarico lo conduceva nuovamente in luoghi che ben conosceva, avendovi soggiornato durante la guerra. Gli consentiva anche di rielaborare, in parte, i suoi vissuti ed i suoi traumi subiti là.
Il programma ONU di ricostruzione prevedeva interventi circoscritti e concreti. La missione aveva fondi a sufficienza per operare una pianificazione nel medio termine, e inoltre era costituita da una organizzazione che mirava a realizzare tutto quello che iniziava, proponendosi mete non irrealistiche. Questi fattori catalizzavano la fiducia delle popolazioni indigene e favorivano il supporto delle autorità locali. Nel giro di due anni questo programma realizzò la ricostruzione dell'impianto elettrico della parte settentrionale del paese, assumendo in particolare, come zone di intervento, Sarajevo, Banja Luka e Bihać, dove era stanziato Jean-Sélim. Nel contesto di questa missione avvenne anche l'incontro con Laura, la futura moglie

## In Memoriam
Elenco dei caduti nell'attacco al quartier generale dell'ONU di Baghdad:
- Saad Hermuz Abona
- Reham al-Farra
- Raid Shaker Mustafa al-Mahdawi
- Omar Kahtan Mohamed al-Orfali
- Leen Assad al-Qadi
- Mahmoud Taiwi Basim
- Ranilo Buenaventura
- Gillian Clark
- Sérgio Vieira de Mello
- Arthur Helton
- Richard Hooper
- Reza Hosseini
- Jean-Sélim Kanaan
- Christopher Klein-Beekman
- Ihssan Taha Hussein
- Manuel Martin
- Khidir Saleem Sahir
- Emaad Ahmed Salman
- Alya Sousa
- Martha Teas
- Fiona Watson
- Nadia Younès

## Citazioni
(La mia guerra all'indifferenza, cap. 1, pag. 34)
(La mia guerra all'indifferenza, cap. 8, pag. 116)